# ブー・トゥー
ヴー・トゥー（ベトナム語: Vũ Tú) (1987年2月20日 - ）は、現代視覚芸術における一枚岩の石彫刻を専門とするベトナムの彫刻家である。

## 経歴
ヴー・トゥーは1987年2月20日、ベトナムのバクニン省ラムタオ村のゴッククアン地区に、学問を重んじる名門ヴー家の家系に生まれた。彼は、黎中興時代の宰相ヴー・ミエンや、嘉隆法典の編纂者ヴー・チンの子孫である。
彼はホンドゥック大学（ベトナム）で物理学を4年間学び、首席で卒業し、多数の奨学金と優秀学生表彰を受けた。

## キャリア
ホーチミン市美術大学、フエ芸術大学、ノンヌオック石の村（ダナン）などでの研究と活動を経て、独学で石彫刻を習得した。
論理的思考と芸術的創造力の融合により、自然科学と視覚芸術の「接点」として専門家に認められている。
ヴー・トゥーは中間モデルを使わずに一枚岩の石に直接彫刻を施し、仏教像、キリスト像、盆栽の小景、水辺のモチーフなどを主題とする。
伝統と現代、東洋と西洋を融合したスタイルで、形態、光、奥行きに重点を置いている。

## 社会への貢献
ベトナムの報道や専門誌から「首席」または「彫刻界の首席合格者」と称されている。
「ベトナム文化遺産」サイトでは「優秀なベトナム人」として紹介されている。
現在は主にホーチミン市で活動し、フエやダナンでも長期間制作や活動を行ってきた。
彼の作品は、人間と自然、伝統と現代、個人表現と社会的つながりの関係を深く掘り下げている点で専門家から高く評価されている。
「石の超微粒子が美しい」という考え方で石に向き合い、白大理石を好んで使用している。ミケランジェロの彫刻思想に影響を受けており、自身を「ミケランジェロの弟子」として謙虚な態度を保っていると述べている。